# ملکه (مینی‌سریال ۲۰۲۲)
ملکه (لهستانی: Królowa) یک مینی‌سریال درام لهستانی است که در سال ۲۰۲۲ منتشر شد. این سریال اقتباسی آزاد از زندگی آرایشگر مشهور لهستانی آنتونی چیرپلیکوفسکی است.

## خلاصه داستان
یک خیاط و زن‌پوش لهستانی که در پاریس زندگی می‌کند به زادگاهش در استان سیلزی سفلی بازمی‌گردد تا روابطش را با دخترش بهبود ببخشد.

## گزیدهٔ بازیگران
- آندژی سورین
- ماریا پشک
- پیوتر ویتکوفسکی
- آنتونی پوروسکی